# Amor Discos
Amor Discos es una telenovela colombiana realizada por Cenpro TV originalmente para el Canal Uno. Lanzada el 31 de agosto de 2000 y su capítulo final se emitió el 29 de septiembre del mismo año. Tiene el récord de ser la telenovela de más corta duración en la historia de la televisión Colombiana (25 capítulos). Debido a sus bajos niveles de audiencia, en medio de la crisis de la televisión pública en Colombia, fue cancelada.
Esta fue la última producción de Cenpro TV realizada antes de su cierre debido a la crisis de la televisión pública en Colombia. Además, esta telenovela fue la última transmitida por el Canal Uno en ese periodo, como consecuencia directa de dicha crisis, que afectó gravemente la producción y emisión de contenidos locales en el país.

## Biografía
Una historia donde se enfrentan el amor, el deseo y las ganas de triunfar al ritmo de coreografías.

## Elenco
- Ana Lucia Domínguez como Miryam Isabel Dominguin.
- Kike Vivaldi como Santiago Pombo.
- Claudia García como Gudelia 'Gloria'.
- Humberto Dorado como Lucho.
- Jorge López
- Catalina Maya como Miss Bolivia.
- Fabiana Medina
- Santiago Moure como Emilio Pombo.
- Bibiana Navas como Cielo.
- Rossana Redondo como Yamile Miss Perú.
- Ana María Sánchez
- Marlon Moreno como Samuel Pombo.